# Andrej Aršavin
Andrej Sergejevič Aršavin (rusky: Андрей Сергеевич Аршавин, * 29. května 1981 Leningrad) je bývalý ruský profesionální fotbalista, který hrával na pozici křídelníka či ofenzivního záložníka. Svoji hráčskou kariéru ukončil v lednu 2019, a to v dresu kazašského klubu FK Kajrat Almaty.
Mezi lety 2002 a 2012 odehrál také 76 zápasů v dresu ruské reprezentace, ve kterých vstřelil 17 branek.
Za rok 2006 získal ocenění „Fotbalista roku“ v Rusku podle novin Sport-Express i Futbol.

## Klubová kariéra
Aršavin v týmu Zenitu Petrohrad debutoval v roce 2000. S petrohradským týmem získal v roce 2007 mistrovský titul, o rok později zvítězil s týmem v Poháru UEFA a Superpoháru UEFA. Za rok 2006 získal ocenění „Fotbalista roku“ v Rusku.
V únoru 2009 jej koupil londýnský Arsenal FC za cca 15 milionů £.
24. února 2012 odešel po nepřesvědčivých výkonech na hostování do konce sezóny zpět do Zenitu Petrohrad, kam poté i přestoupil. V letech 2015–2016 byl hráčem FK Kubáň Krasnodar a v březnu 2016 posílil kazašský klub FK Kajrat Almaty.

## Reprezentační kariéra
Aršavin debutoval v A-mužstvu Ruska 17. 5. 2002 v utkání proti reprezentaci Běloruska (remíza 1:1). Nebyl však součástí ruského výběru pro MS 2002 v Japonsku a Jižní Koreji ani pro EURO 2004 v Portugalsku. S reprezentací se zúčastnil EURA 2008 ve Švýcarsku a Rakousku a EURA 2012 v Polsku a na Ukrajině. Byl kapitánem během kvalifikace na Mistrovství světa ve fotbale 2010.